# Epeolus mercatus
Epeolus mercatus är en biart som beskrevs av Fabricius 1804. Epeolus mercatus ingår i släktet filtbin, och familjen långtungebin. Inga underarter finns listade i Catalogue of Life.